# Верхний Налим
Ве́рхний Нали́м (тат. Югары Нәлем) — село в Заинском районе Республики Татарстан, административный центр Верхненалимского сельского поселения.

## Этимология
Топоним произошел от татарского слова «югары» (верхний) и ойконима «Нәлем» (Налимка).

## География
Село находится на реке Налимка, в 36 км к востоку от районного центра — города Заинска.

## История
Село известно с 1678 года. В дореволюционных источниках упоминается также как Татарский Налим.
До 1860-х годов жители относились к категории государственных крестьян (из ясачных татар). Их основные занятия в этот период – земледелие и скотоводство, были распространены пчеловодство, рогожно-кулеткацкий и бондарный промыслы, извоз, работа по найму в соседних помещичьих имениях.
Жители активно участвовали в восстании 1735 года на стороне башкир, в Крестьянской войне 1773–1775 годов под предводительством Е.И.Пугачёва: в декабре 1773 – начале января 1774 года село стало местом сосредоточения отрядов пугачёвцев перед осадой Заинской крепости.
В «Списке населенных мест по сведениям 1870 года», изданном в 1877 году, населённый пункт упомянут как деревня Верхний Налим (Татарский Налим) 3-го стана Мензелинского уезда Уфимской губернии. Располагалась при речке Налимке, по правую сторону коммерческого тракта из Бугульмы в Мамадыш, в 75 верстах от уездного города Мензелинска и в 19 верстах от становой квартиры в селе Заинск (Пригород). В деревне, в 100 дворах жили 591 человек (299 мужчин и 292 женщины, татары), были мечеть, училище, водяная мельница. Жители занимались земледелием, скотоводством, пчеловодством, тканьем кулей.
По сведениям начала XX века, в селе функционировали мечеть и школа при ней (с 1900 года смешанная), водяная мельница, хлебозапасный магазин; земельный надел сельской общины составлял 1558 десятин.
В 1825–1838 годах муллой и мударрисом в мечети служил известный татарский религиозный деятель Таджеддин Ялчыгул (1768–1838).
По подворной переписи 1912–1913 годов, из 233 дворов 62 были безлошадными, 166 – одно-, двухлошадными, 5 имели по три и более рабочих лошадей; зарегистрировано 1298 голов крупного рогатого и прочего скота; 169 хозяйств, помимо земледелия, занимались кустарными промыслами.
До 1920 года село входило в Заинскую волость Мензелинского уезда Уфимской губернии. С 1920 года в составе Мензелинского, с 1922 года – Челнинского кантонов ТАССР. С 10 августа 1930 года – в Сармановском, с 10 февраля 1935 года – в Заинском, с 1 февраля 1963 года – в Сармановском, с 1 ноября 1972 года в Заинском районах.
В 1926–1927 годах в селе создано товарищество обработки земли, на его базе в период коллективизации образован колхоз «Кзыл Октябрь», с 1997 года — центральная усадьба сельскохозяйственного производственного кооператива «Налим».

## Население
| 1859 | 1870 | 1897 | 1913 | 1920 | 1926 | 1938 | 1949 | 1958 | 1970 | 1979 | 1989 | 2002 | 2010 | 2017 |
| ---- | ---- | ---- | ---- | ---- | ---- | ---- | ---- | ---- | ---- | ---- | ---- | ---- | ---- | ---- |
| 458  | 591  | 1024 | 1231 | 1319 | 594  | 581  | 607  | 517  | 447  | 382  | 317  | 345  | 339  | 317  |

Национальный состав села — татары.

## Экономика
В селе работают подразделение агрофирмы «Восток» (с 2004 года), крестьянские фермерские хозяйства (полеводство, овцеводство).

## Инфраструктура
Функционируют неполная средняя школа, детский сад «Чулпан» (с 2011 года), дом культуры, библиотека, фельдшерско-акушерский пункт.

## Религия
В начале 1990-х годов была открыта мечеть, в 1997 году была построена новая.